# Egy botrány részletei (film, 2006)
Az Egy botrány részletei (eredeti cím: Notes on a Scandal) 2006-ban bemutatott, Oscar-díjra jelölt egész estés brit film, amely Zoë Heller Notes on a Scandal című 2003-as regénye alapján készült. A forgatókönyvet a Közelebb filmváltozatát is jegyző Patrick Marber írta, a rendezői székben Richard Eyre ült. A főszerepekben Judi Dench és Cate Blanchett Oscar-díjas kettőse látható, akiket ezen alakításukért is jelölt az Akadémia 2007-ben. Műfaját tekintve filmdráma. 
Amerikában 2006. december 25-én, Magyarországon 2007. március 1-jén mutatták be a mozikban.

## Cselekmény
Barbara Covett történelmet tanít egy londoni iskolában. A magányos, idős hajadont legfontosabb kapcsolata naplójához fűzi, amit megrögzötten vezet, ez az egyetlen „intim kapcsolat” életében. A diákok és kollégái körében népszerűtlen, azonban fegyelmezése határozott, megjelenése tiszteletet parancsol. Az új tanév kezdetén új tanár érkezik; Sheba Hart művészeteket tanít. Mikor két diák összeverekszik az óráján és képtelen kezelni a helyzetet, Barbara közbeavatkozik, s megtudja, hogy az egyik fiú azért támadt a másiknak, mert az sértő szavakkal illette Shebát. Barbara és Sheba barátnők lesznek a tanév folyamán, Barbara megismeri Sheba családját, a nálánál sokkal idősebb férjét, Richardot és két gyermekét, Down-kóros fiát és tizenéves lányát. Sheba bevallja neki, hogy nem felhőtlenül boldog az élete, korábban másképpen tervezte. Barbarát rendkívüli módon izgatja új barátsága, s számos reményt kezd hozzáfűzni.
Mikor Sheba nem jelenik meg az iskolai darab előadásán, Barbara a keresésére indul, s rajtakapja őt az egyik tizenöt éves diákkal, Steven Connellyvel, aki korábban a verekedés egyik érintettje volt. Az idős nőt felzaklatják a látottak, és kérdőre vonja kolléganőjét. Sheba mindent elmond neki, azzal magyarázkodik, hogy Steven folyamatosan kihívóan viselkedett a különórákon, s végül engedett neki, mikor megtudta, a fiút apja veri, anyja pedig súlyos beteg. Barbara mindezt egy kínálkozó esélyként fogja fel, hogy szorosabbra fűzze kapcsolatát Shebával, amire mindig is vágyott. Megígéri, hogy nem jelenti az esetet, ha Sheba véget vet viszonyának, s mint mindig, most is lejegyez minden egyes szót naplójába.
Sheba hálája és Barbara felfokozódott reményei intenzívebbé teszik barátságukat. Sheba azonban képtelen ellenállni Steven csábításának és saját vágyainak. Barbara váratlan látogatása során lebuknak, mikor a gyanakvó nő előbb veszi fel Shebánál a csörgő mobiltelefont. Steven hívása után Barbara rendkívüli mérgében újra felszólítja Shebát, hogy végezzen a fiúval, különben mindent elmond a nő férjének. Sheba ismét megpróbál eleget tenni a kérésnek, és ismét kudarcot vall, azonban világossá válik előtte, hogy Steven részéről dajkamese volt csupán az erőszakos apa és a beteg anya.
A gondok a felszínre törés küszöbére kerülnek, mikor Barbara szeretett macskája elvesztésekor Shebánál keresne vigaszt, azonban a nő éppen fia régóta várt színdarabjára készül családjával. Barbara keresztút elé állítja barátnőjét, kényszeríti, hogy válasszon közte és családja között, s végül zsarolássá fajulnak szavai. Sheba azonban ennek ellenére is marad a tervezett programjánál. A könnyeivel küszködő és éktelen haragú Barbara egyedül ássa el kimúlt házikedvencét, s később azon az estén egy látogatóba érkező kollégája fülébe bogarat ültet a tanárnő és a diák viszonyáról. A férfi, aki maga sem közömbös Sheba iránt, megalázottságában és felháborodottságában nyilvánosságra hozza a titkot. Steven anyja beviharzik Sheba otthonába, s egész családja előtt megvádolja, amiért „egy gyerekkel” feküdt le, s fizikailag is bántalmazza. Richard rendkívül csalódott és felelősségre vonja feleségét, amiért engedett a csábításnak, ami „mindenkiben” ott lapul, de képesek elnyomni.
Rövid időn belül a rendőrség kikérdezi Shebát, s az ügyből szalagcím lesz. Az iskolaigazgató úgy hiszi, Barbara is tisztában volt a viszonnyal és kérdőre vonja őt, de nem tudja rábizonyítani. Megemlít azonban egy korábbi esetet, mikor Barbara egy „barátja” elköltözött, miután bírósági végzést kért ellene, amiért zaklatta őt. Barbara kényszerűségből egy évvel korábban nyugdíjba vonul, s a sajtó rá is rátapad.
Barbara meglátogatja Shebát, akit családja, különösen Richard és lánya nem lát szívesen a házban a történtek után. Úgy vélvén, hogy Steven hozta nyilvánosságra a viszonyukat, miután végleg visszautasította őt, Sheba Barbarához költözik egy időre. Mialatt Barbara az előttük álló intim kapcsolatról fantáziál, Sheba felfedezi a naplóját. Megundorodva az olvasottaktól, visszatér családjához. Tíz hónap letöltendő börtönbüntetésre ítélik.
Pár nappal később Barbara megismerkedik Anabelle-lel, egy Sheba-korú nővel, aki épp Shebáról olvas az újságban. Beszélgetésbe elegyednek, s talán egy új barátság van születőben.

## Szereplők
| Szereplő        | Színész         | Magyar hang     |
| --------------- | --------------- | --------------- |
| Barbara Covett  | Judi Dench      | Tímár Éva       |
| Sheba Hart      | Cate Blanchett  | Kovács Nóra     |
| Richard Hart    | Bill Nighy      | Fülöp Zsigmond  |
| Steven Connolly | Andrew Simpson  | Berkes Bence    |
| Brian Bangs     | Philip Davis    | Kapácsy Miklós  |
| Sandy Pabblem   | Michael Maloney | Fazekas István  |
| Polly Hart      | Juno Temple     | Berkes Boglárka |
| Ben Hart        | Max Lewis       | Szvetlov Balázs |

## Díjak és jelentősebb jelölések
- Oscar-díj
  - jelölés: legjobb női főszereplő (Judi Dench)
  - jelölés: legjobb női mellékszereplő (Cate Blanchett)
  - jelölés: legjobb adaptált forgatókönyv (Patrick Marber)
  - jelölés: legjobb eredeti filmzene (Philip Glass)
- Golden Globe-díj
  - jelölés: legjobb női főszereplő – dráma (Judi Dench)
  - jelölés: legjobb női mellékszereplő (Cate Blanchett)
  - jelölés: legjobb forgatókönyv (Patrick Marber)
- BAFTA-díj
  - jelölés: legjobb brit film
  - jelölés: legjobb női főszereplő (Judi Dench)
  - jelölés: legjobb forgatókönyv (Patrick Marber)
- Berlini Nemzetközi Filmfesztivál
  - díj: Teddy Audience Award (Richard Eyre)
- Dallas-Fort Worth Film Critics Association Awards
  - díj: legjobb női mellékszereplő (Cate Blanchett)
- Floridai Filmkritikusok Díja
  - díj: legjobb női mellékszereplő (Cate Blanchett)
- Phoenix Dilmkritikusok Díja
  - díj: legjobb női mellékszereplő (Cate Blanchett)
- Torontói Filmkritikusok Díja
  - díj: legjobb női mellékszereplő (Cate Blanchett)
- Vancouveri Filmkritikusok díja
  - díj: legjobb női mellékszereplő (Cate Blanchett)